# Liste von Sakralbauten in Hannover

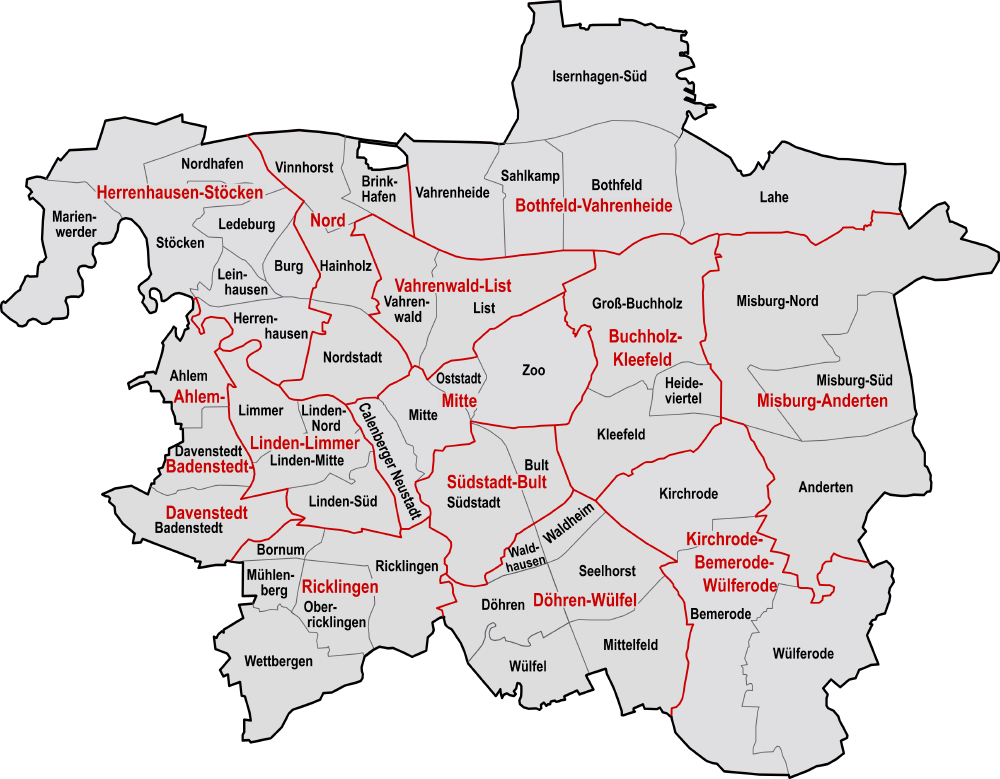
Stadtgliederung von Hannover

Die Liste von Sakralbauten in Hannover enthält Sakralbauten (Kirchen, Moscheen, Synagogen, Tempel und sonstige) in Hannover.

## Sakralbauten
| Bild                                                 | Name                                                                                 | Stadtteil                                    | Koordinaten                       | Konfession / Richtung / Schule                                                                                  |
| ---------------------------------------------------- | ------------------------------------------------------------------------------------ | -------------------------------------------- | --------------------------------- | --- |
|                                                      | Martin-Luther-Kirche                                                                 | Ahlem Wunstorfer Landstraße 50A              | 52° 23′ 4,7″ N, 9° 39′ 56,3″ O    | evangelisch-lutherisch                                                                                          |
|                                                      | Maria-Trost-Kirche                                                                   | Ahlem Parkstraße 2                           | 52° 22′ 42,3″ N, 9° 39′ 47,9″ O   | römisch-katholisch                                                                                              |
|                                                      | Wat Dhammavihara                                                                     | Ahlem Am Ahlemer Turm 3                      | 52° 23′ 4,7″ N, 9° 39′ 56,3″ O    | buddhistisch (Theravada)                                                                                        |
|                                                      | Friedhofskapelle Ahlem auf dem Stadtteilfriedhof Ahlem                               | Ahlem Mönckebergallee                        | 52° 23′ 1,6″ N, 9° 39′ 8,8″ O     | |
|                                                      | St.-Martins-Kirche                                                                   | Anderten Lindenstraße                        | 52° 21′ 43″ N, 9° 51′ 19,3″ O     | evangelisch-lutherisch                                                                                          |
|                                                      | Paul-Gerhardt-Kirche (Badenstedt)                                                    | Badenstedt Eichenfeldstraße 10               | 52° 21′ 15,1″ N, 9° 40′ 18″ O     | evangelisch-lutherisch                                                                                          |
|                                                      | Christ-König-Kapelle (Badenstedt)                                                    | Badenstedt Am Soltekampe 2                   | 52° 21′ 34″ N, 9° 40′ 36,7″ O     | römisch-katholisch                                                                                              |
|                                                      | Neuapostolische Kirche (Badenstedt)                                                  | Badenstedt Burgundische Straße 2             | 52° 21′ 12″ N, 9° 40′ 5,1″ O      | neuapostolisch                                                                                                  |
|                                                      | Friedhofskapelle Badenstedt auf dem Stadtteilfriedhof Badenstedt neu                 | Badenstedt Im Born 19                        | 52° 21′ 27,9″ N, 9° 39′ 45,5″ O   | |
|                                                      | Sri-Muthumariamman-Tempel                                                            | Badenstedt Carl-Buderus-Straße 3A            | 52° 20′ 59,5″ N, 9° 39′ 29,2″ O   | hinduistisch |
|                                                      | St.-Johannis-Kirche                                                                  | Bemerode Brabeckstraße 128                   | 52° 20′ 49,7″ N, 9° 49′ 33,8″ O   | evangelisch-lutherisch                                                                                          |
|                                                      | St.-Johannis-Kapelle                                                                 | Bemerode Kapellenplatz 1                     | 52° 20′ 22,2″ N, 9° 49′ 34,6″ O   | evangelisch-lutherisch                                                                                          |
|                                                      | Evangelisches Kirchenzentrum Kronsberg                                               | Bemerode Thie 8                              | 52° 20′ 20,4″ N, 9° 50′ 8,2″ O    | evangelisch-lutherisch                                                                                          |
|                                                      | Heilig-Geist-Kirche                                                                  | Bothfeld Niggemannweg 18                     | 52° 25′ 11,2″ N, 9° 48′ 7,7″ O    | römisch-katholisch                                                                                              |
|                                                      | Trauerhalle Jüdischer Friedhof Bothfeld                                              | Bothfeld Burgwedeler Straße 90               | 52° 25′ 9,1″ N, 9° 47′ 54,3″ O    | jüdisch-orthodox                                                                                                |
|                                                      | St. Nathanaelkirche                                                                  | Bothfeld Beckmannhof 2                       | 52° 25′ 17,7″ N, 9° 48′ 17,9″ O   | evangelisch-lutherisch                                                                                          |
| St. Nicolai-Kirche                                   | St.-Nicolai-Kirche                                                                   | Bothfeld Sutelstraße 19                      | 52° 24′ 46,4″ N, 9° 47′ 53,9″ O   | evangelisch-lutherisch                                                                                          |
|                                                      | Melanchthonkirche                                                                    | Bult Rimpaustraße 2                          | 52° 21′ 43,6″ N, 9° 46′ 13,8″ O   | evangelisch-lutherisch                                                                                          |
|                                                      | Synagoge in der Haeckelstraße                                                        | Bult Haeckelstraße 8                         | 52° 22′ 4,08″ N, 9° 46′ 16,32″ O  | jüdisch-orthodox                                                                                                |
|                                                      | Zachäuskirche (Burg)                                                                 | Burg Harzburger Platz 13                     | 52° 24′ 13,5″ N, 9° 41′ 28,8″ O   | evangelisch-lutherisch                                                                                          |
|                                                      | St. Clemens                                                                          | Calenberger Neustadt Clemensstraße 10        | 52° 22′ 22,98″ N, 9° 43′ 35,98″ O | römisch-katholisch                                                                                              |
|                                                      | Kirche des Friederikenstiftes                                                        | Calenberger Neustadt Humboldtstraße 5        | 52° 22′ 16″ N, 9° 43′ 24″ O       | evangelisch-lutherisch                                                                                          |
|                                                      | Neustädter Kirche, St. Johannes                                                      | Calenberger Neustadt Neustädter Markt 8      | 52° 22′ 15,7″ N, 9° 43′ 43″ O     | evangelisch-lutherisch                                                                                          |
|                                                      | Russisch-Orthodoxe Kirche                                                            | Calenberger Neustadt Königsworther Straße 12 | 52° 22′ 36,3″ N, 9° 43′ 17,8″ O   | russisch-orthodox                                                                                               |
|                                                      | Fatih Camii                                                                          | Calenberger Neustadt Gerberstraße 3          | 52° 22′ 33″ N, 9° 43′ 28,8″ O     | islamisch |
|                                                      | Reformierte Kirche Hannover                                                          | Calenberger Neustadt Lavesallee 4            | 52° 22′ 9,5″ N, 9° 43′ 46,2″ O    | evangelisch-reformiert                                                                                          |
|                                                      | Freikirche der Siebenten-Tags-Adventisten                                            | Calenberger Neustadt Fischerstraße 19        | 52° 22′ 40,9″ N, 9° 43′ 9,4″ O    | freikirchlich Siebenten-Tags-Adventisten                                                                        |
|                                                      | Johanneskirche (Davenstedt)                                                          | Davenstedt Altes Dorf 10                     | 52° 21′ 58,2″ N, 9° 40′ 21,2″ O   | evangelisch-lutherisch                                                                                          |
|                                                      | St.-Johannes-Kapelle (Davenstedt)                                                    | Davenstedt Altes Dorf 27                     | 52° 21′ 58,2″ N, 9° 40′ 15,1″ O   | evangelisch-lutherisch                                                                                          |
|                                                      | Auferstehungskirche                                                                  | Döhren Helmstedter Straße 59                 | 52° 20′ 21,1″ N, 9° 46′ 16,7″ O   | evangelisch-lutherisch                                                                                          |
|                                                      | St. Bernward                                                                         | Döhren Hildesheimer Straße 239               | 52° 20′ 26,8″ N, 9° 46′ 2,8″ O    | römisch-katholisch                                                                                              |
|                                                      | St. Petri (Döhren)                                                                   | Döhren Am Lindenhofe 16                      | 52° 20′ 5,6″ N, 9° 45′ 41,7″ O    | evangelisch-lutherisch                                                                                          |
|                                                      | Karmel St. Josef (Hannover)                                                          | Groß-Buchholz Milanstraße 1                  | 52° 23′ 58,6″ N, 9° 49′ 11″ O     | römisch-katholisch                                                                                              |
|                                                      | St. Martin (Groß-Buchholz)                                                           | Groß-Buchholz Nußriede 23                    | 52° 23′ 26,5″ N, 9° 49′ 6″ O      | römisch-katholisch                                                                                              |
|                                                      | Matthiaskirche (Groß-Buchholz)                                                       | Groß-Buchholz Groß-Buchholzer-Straße 8B      | 52° 23′ 54,2″ N, 9° 48′ 11,7″ O   | evangelisch-lutherisch                                                                                          |
|                                                      | St.-Marien-Kirche (Hainholz)                                                         | Hainholz Turmstraße 13                       | 52° 23′ 47,2″ N, 9° 43′ 10,4″ O   | evangelisch-lutherisch                                                                                          |
|                                                      | St.-Nikodemus-Kirche (Heideviertel)                                                  | Heideviertel Lüneburger Damm 2B              | 52° 22′ 40,6″ N, 9° 48′ 52,3″ O   | evangelisch-lutherisch                                                                                          |
|                                                      | SKYLINE – Die Kirche der Stadt                                                       | Herrenhausen Alte Herrenhäuser Straße 42     | 52° 23′ 31″ N, 9° 41′ 18,4″ O     | evangelisch-freikirchlich                                                                                       |
|                                                      | Kapelle des Herrenhäuser Friedhofs                                                   | Herrenhausen                                 | 52° 23′ 32,9″ N, 9° 40′ 59,4″ O   | evangelisch-lutherisch                                                                                          |
|                                                      | Herrenhäuser Kirche                                                                  | Herrenhausen Hegebläch 19                    | 52° 23′ 35,9″ N, 9° 41′ 23,6″ O   | evangelisch-lutherisch                                                                                          |
|                                                      | St.-Philippus-Kirche                                                                 | Isernhagen-Süd Große Heide 17B               | 52° 26′ 9,3″ N, 9° 47′ 44″ O      | evangelisch-lutherisch                                                                                          |
|                                                      | St. Maria Angelica                                                                   | Kirchrode Brabeckstraße 24                   | 52° 21′ 27,79″ N, 9° 49′ 36,98″ O | alt-katholisch                                                                                                  |
|                                                      | Jakobikirche                                                                         | Kirchrode Kleiner Hillen 2                   | 52° 21′ 31,2″ N, 9° 49′ 35,3″ O   | evangelisch-lutherisch                                                                                          |
|                                                      | Kirche zu den heiligen Engeln (Kirchrode)                                            | Kirchrode Böhmerwaldstraße 8                 | 52° 21′ 15,7″ N, 9° 49′ 21,8″ O   | römisch-katholisch                                                                                              |
|                                                      | Simeonkirche (Hannover)                                                              | Kirchrode Simeonkirchplatz                   | 52° 21′ 43,2″ N, 9° 49′ 43,1″ O   | evangelisch-lutherisch                                                                                          |
|                                                      | St. Antonius                                                                         | Kleefeld Kirchröder Straße 12                | 52° 22′ 17″ N, 9° 47′ 28,6″ O     | römisch-katholisch                                                                                              |
|                                                      | Petrikirche (Kleefeld)                                                               | Kleefeld Dörriesplatz 1                      | 52° 22′ 17,8″ N, 9° 46′ 58,7″ O   | evangelisch-lutherisch                                                                                          |
|                                                      | Stiftskirche des Stephansstiftes                                                     | Kleefeld Kirchröder Straße 45                | 52° 22′ 8,4″ N, 9° 48′ 17,6″ O    | evangelisch-lutherisch                                                                                          |
|                                                      | Kapelle Annastift (Kleefeld)                                                         | Kleefeld Anna-von-Borries-Straße             | 52° 22′ 28,8″ N, 9° 45′ 0″ O      | evangelisch-lutherisch                                                                                          |
|                                                      | Kapelle der Evangelischen Fachhochschule Hannover                                    | Kleefeld Karl-Wiechert-Allee                 | 52° 22′ 21,6″ N, 9° 48′ 21,2″ O   | evangelisch-lutherisch                                                                                          |
|                                                      | St. Adalbert (Leinhausen)                                                            | Leinhausen Stöckener Straße 43               | 52° 23′ 55,7″ N, 9° 40′ 13,2″ O   | römisch-katholisch                                                                                              |
|                                                      | Etz Chaim                                                                            | Leinhausen Fuhsestraße 6                     | 52° 24′ 1,45″ N, 9° 40′ 15,18″ O  | jüdisch-progressiv Liberale Jüdische Gemeinde Hannover Zuvor ev.-luth. Gustav-Adolf-Kirche, 2007 entwidmet.     |
|                                                      | Neuapostolische Kirche (Leinhausen)                                                  | Leinhausen Alveser Weg 7                     | 52° 24′ 0,4″ N, 9° 40′ 2,1″ O     | neuapostolisch                                                                                                  |
|                                                      | St.-Nikolai-Kirche (Limmer)                                                          | Limmer Sackmannstraße 26                     | 52° 22′ 52″ N, 9° 41′ 14,5″ O     | evangelisch-lutherisch                                                                                          |
|                                                      | Friedhofskapelle Limmer                                                              | Limmer Eichenbrink                           | 52° 22′ 21,6″ N, 9° 40′ 53,8″ O   | |
|                                                      | St. Martinskirche (Linden)                                                           | Linden-Mitte                                 | 52° 21′ 56″ N, 9° 42′ 36″ O       | evangelisch-lutherisch                                                                                          |
|                                                      | Katholisch-apostolische Kapelle (Hannover)                                           | Linden-Mitte Badenstedter Straße 3           | 52° 21′ 59,6″ N, 9° 42′ 44,3″ O   | katholisch-apostolisch                                                                                          |
|                                                      | Medrese der Islamischen Gemeinschaft Jama’at-un Nur                                  | Linden-Mitte Dieckbornstraße 11              | 52° 22′ 9,4″ N, 9° 42′ 37,4″ O    | islamisch-sunnitisch Jam'at-un Nur                                                                              |
|                                                      | Durak. Verein für Lebenlassen in Hannover und Umgebung e. V.                         | Linden-Mitte Bartweg 9                       | 52° 21′ 48,8″ N, 9° 41′ 20,8″ O   | islamisch (Sufismus) Naqschbandi                                                                                |
|                                                      | St. Benno                                                                            | Linden-Nord Offensteinstraße 4               | 52° 22′ 30,6″ N, 9° 44′ 20″ O     | römisch-katholisch                                                                                              |
|                                                      | Bethlehemkirche                                                                      | Linden-Nord Bethlehemplatz 1A                | 52° 22′ 21″ N, 9° 42′ 7,3″ O      | evangelisch-lutherisch                                                                                          |
|                                                      | Haci Bayram Moschee                                                                  | Linden-Nord Fössestraße 41–43                | 52° 22′ 13,08″ N, 9° 42′ 31,77″ O | islamisch-sunnitisch                                                                                            |
|                                                      | Erlöserkirche                                                                        | Linden-Süd An der Erlöserkirche 2            | 52° 21′ 42,3″ N, 9° 43′ 12,1″ O   | evangelisch-lutherisch                                                                                          |
|                                                      | Evangelische Freikirche (Linden)                                                     | Linden-Süd Hohestraße 14A                    | 52° 21′ 59,4″ N, 9° 43′ 5,9″ O    | evangelisch-freikirchlich (Baptisten)                                                                           |
|                                                      | St. Godehard                                                                         | Linden-Mitte Godehardistraße 20              | 52° 21′ 49,4″ N, 9° 42′ 53,7″ O   | römisch-katholisch                                                                                              |
|                                                      | Evangelische Freikirche (List)                                                       | List Walderseestraße 10                      | 52° 23′ 28″ N, 9° 45′ 24″ O       | evangelisch-freikirchlich                                                                                       |
|                                                      | Gethsemanekirche List                                                                | List Hebbelstraße 16                         | 52° 24′ 1,7″ N, 9° 46′ 34,3″ O    | evangelisch-lutherisch                                                                                          |
|                                                      | Kirche der Heiligen Drei Hierarchen (Hannover)                                       | List Mengendamm 16 B                         | 52° 23′ 52,3″ N, 9° 45′ 39,5″ O   | griechisch-orthodox                                                                                             |
|                                                      | Kirche zum Hl. Sava                                                                  | List Mengendamm                              | 52° 23′ 53,2″ N, 9° 45′ 39,5″ O   | serbisch-orthodox                                                                                               |
|                                                      | St. Josephskirche (List)                                                             | List Steinmetzstraße 1                       | 52° 23′ 37,8″ N, 9° 44′ 30,8″ O   | römisch-katholisch                                                                                              |
|                                                      | Markuskirche                                                                         | List Oskar-Winter-Straße 7                   | 52° 23′ 17,7″ N, 9° 45′ 7,9″ O    | evangelisch-lutherisch                                                                                          |
|                                                      | Matthäuskirche (List)                                                                | List Wöhlerstraße 13                         | 52° 23′ 42″ N, 9° 44′ 49″ O       | evangelisch-lutherisch                                                                                          |
|                                                      | Umma-Moschee Pakistan Zentrum                                                        | List Am Listholze 63                         | 52° 24′ 6,3″ N, 9° 45′ 46,3″ O    | islamisch |
|                                                      | Neuapostolische Kirche (List)                                                        | List Ackerstraße 6                           | 52° 23′ 46″ N, 9° 45′ 13,5″ O     | neuapostolisch                                                                                                  |
|                                                      | Cella Sankt Benedikt                                                                 | List Voßstraße 36                            | 52° 23′ 20,4″ N, 9° 44′ 32″ O     | römisch-katholisch                                                                                              |
|                                                      | Christengemeinde Elim                                                                | List Hermann-Gebauer-Weg 3                   | 52° 23′ 58,7″ N, 9° 45′ 34,5″ O   | evangelisch-pfingstlich Bund Freikirchlicher Pfingstgemeinden, Eröffnung am 10. November 2013                   |
|                                                      | Klosterkirche Marienwerder                                                           | Marienwerder Augustinerweg                   | 52° 24′ 22″ N, 9° 37′ 41″ O       | evangelisch-lutherisch                                                                                          |
|                                                      | Kapelle am Marienwerder Friedhof                                                     | Marienwerder Garbsener Landstraße            | 52° 24′ 35,5″ N, 9° 37′ 44,3″ O   | evangelisch-lutherisch                                                                                          |
|                                                      | St.-Anna-Kirche (Misburg)                                                            | Misburg-Nord Anderter Straße 9               | 52° 23′ 23″ N, 9° 51′ 21,2″ O     | römisch-katholisch                                                                                              |
|                                                      | St.-Johannis-Kirche (Misburg)                                                        | Misburg-Nord Anderter Straße 40              | 52° 23′ 11″ N, 9° 51′ 31,5″ O     | evangelisch-lutherisch                                                                                          |
|                                                      | Neuapostolische-Kirche (Misburg)                                                     | Misburg-Nord Thönser Straße 22               | 52° 23′ 16″ N, 9° 51′ 8″ O        | neuapostolisch                                                                                                  |
|                                                      | Friedhofskapelle (Misburg)                                                           | Misburg-Nord Waldstraße 77                   | 52° 23′ 59,3″ N, 9° 51′ 22,1″ O   | konfessionslos                                                                                                  |
|                                                      | Trinitatiskirche (Misburg)                                                           | Misburg-Nord Buchholzer Straße 33            | 52° 23′ 46″ N, 9° 50′ 18,6″ O     | evangelisch-lutherisch                                                                                          |
|                                                      | Kolumbarium Hl. Herz Jesu                                                            | Misburg-Süd M.-Kuhlem-Straße 13              | 52° 22′ 20,3″ N, 9° 51′ 37,8″ O   | römisch-katholisch                                                                                              |
|                                                      | Maria-Frieden-Kirche                                                                 | Misburg-Nord Stilleweg 12                    | 52° 24′ 14,6″ N, 9° 49′ 7,8″ O    | römisch-katholisch                                                                                              |
|                                                      | Gartenkirche St. Marien                                                              | Mitte Marienstraße 31                        | 52° 22′ 10″ N, 9° 44′ 50″ O       | evangelisch-lutherisch                                                                                          |
|                                                      | Die Heilsarmee, Korps Hannover                                                       | Mitte Am Marstall 25                         | 52° 22′ 24,2″ N, 9° 43′ 50,5″ O   | freikirchlich Heilsarmee                                                                                        |
|                                                      | Johanneskirche                                                                       | Mitte Otto-Brenner-Straße 12                 | 52° 22′ 41″ N, 9° 43′ 41,9″ O     | evangelisch-methodistisch                                                                                       |
|                                                      | Kreuzkirche                                                                          | Mitte Kreuzkirchhof                          | 52° 22′ 24,2″ N, 9° 43′ 57″ O     | evangelisch-lutherisch                                                                                          |
|                                                      | Marktkirche (St. Georgii et Jacobi)                                                  | Mitte Am Markte 11                           | 52° 22′ 17,8″ N, 9° 44′ 6″ O      | evangelisch-lutherisch                                                                                          |
| DITIB Türkisch Islamische Gemeinde zu Hannover e. V. | DITIB Türkisch Islamische Gemeinde zu Hannover e. V.                                 | Mitte Stiftstraße 11                         | 52° 22′ 38,5″ N, 9° 43′ 42″ O     | islamisch-sunnitisch DITIB                                                                                      |
|                                                      | Die drei Hierarchen                                                                  | Mitte Hainhölzer Straße 4                    | 52° 22′ 49,4″ N, 9° 43′ 52,5″ O   | griechisch-orthodox                                                                                             |
|                                                      | St. Eugenius                                                                         | Mittelfeld Am Mittelfelde 133                | 52° 20′ 4,5″ N, 9° 47′ 59,3″ O    | römisch-katholisch                                                                                              |
|                                                      | Friedhofskapelle                                                                     | Mittelfeld Garkenburgstraße 43               | 52° 20′ 15,1″ N, 9° 47′ 23,1″ O   | konfessionslos                                                                                                  |
|                                                      | Gnadenkirche zum Heiligen Kreuz                                                      | Mittelfeld Lehrter Platz 5                   | 52° 19′ 55,8″ N, 9° 47′ 40,1″ O   | evangelisch-lutherisch                                                                                          |
|                                                      | Weidenkirche des Annastift Hannover                                                  | Mittelfeld Wülfeler Straße 60                | 52° 20′ 24,8″ N, 9° 48′ 50,5″ O   | evangelisch-lutherisch                                                                                          |
|                                                      | Pagode Viên Giác und Kloster                                                         | Mittelfeld Karlsruher-Straße 6               | 52° 19′ 41″ N, 9° 47′ 25″ O       | buddhistisch (Amitabha-Buddhismus)                                                                              |
|                                                      | Expowal                                                                              | Mittelfeld Chicago Lane 9                    | 52° 18′ 43,9″ N, 9° 49′ 12,7″ O   | evangelisch-lutherisch Landesverein für Innere Mission Hannover ehemals Pavillon der Hoffnung auf der Expo 2000 |
|                                                      | Ökumenisches Kirchencentrum Mühlenberg Bonhoeffer-Kirche St. Maximilian-Kolbe-Kirche | Mühlenberg Mühlenbergzentrum                 | 52° 20′ 23″ N, 9° 41′ 31″ O       | evangelisch-lutherisch römisch-katholisch                                                                       |
|                                                      | Al-Huda Moschee                                                                      | Nordstadt Kornstraße 35                      | 52° 23′ 13″ N, 9° 43′ 29,7″ O     | islamisch Gesellschaft Islam Verstehen e. V.                                                                    |
|                                                      | Ayasofya-Moschee                                                                     | Nordstadt                                    | 52° 23′ 2,22″ N, 9° 43′ 45,93″ O  | islamisch Millî Görüs                                                                                           |
|                                                      | Kapelle Neuer St.-Nikolai-Friedhof                                                   | Nordstadt An der Strangriede                 | 52° 23′ 25″ N, 9° 42′ 50″ O       | evangelisch-lutherisch                                                                                          |
|                                                      | Christuskirche                                                                       | Nordstadt An der Christuskirche              | 52° 22′ 52″ N, 9° 43′ 33″ O       | evangelisch-lutherisch                                                                                          |
|                                                      | EFG Bachstraße                                                                       | Nordstadt Bachstraße 8                       | 52° 23′ 15,2″ N, 9° 43′ 34″ O     | evangelisch-freikirchlich                                                                                       |
|                                                      | Predigthalle am jüdischen Friedhof Strangriede                                       | Nordstadt An der Strangriede                 | 52° 23′ 25,3″ N, 9° 43′ 11″ O     | jüdisch-orthodox                                                                                                |
|                                                      | Lutherkirche                                                                         | Nordstadt An der Lutherkirche 19             | 52° 23′ 14″ N, 9° 43′ 17″ O       | evangelisch-lutherisch                                                                                          |
|                                                      | St. Marien                                                                           | Nordstadt Marschnerstraße 30                 | 52° 23′ 8″ N, 9° 43′ 40″ O        | römisch-katholisch                                                                                              |
|                                                      | Sunnah Moschee                                                                       | Nordstadt Asternstraße 10                    | 52° 23′ 7,1″ N, 9° 43′ 22,4″ O    | islamisch Völkerübergreifende Gemeinschaft des gegenseitigen Kennenlernens e. V.                                |
|                                                      | Ehlibeyt-Moschee                                                                     | Nordstadt Haltenhoffstraße 60                | 52,39378° N, 9,71203° O           | islamisch-schiitisch Islamischer Kulturverein Hannover e. V.                                                    |
|                                                      | St.-Augustinus-Kirche (Oberricklingen)                                               | Oberricklingen Göttinger Chaussee 145        | 52° 20′ 26,1″ N, 9° 43′ 4,6″ O    | römisch-katholisch                                                                                              |
|                                                      | Friedhofskapelle Stadtfriedhof Ricklingen                                            | Oberricklingen Göttinger Chaussee 250        | 52° 19′ 56″ N, 9° 42′ 50,6″ O     | konfessionslos                                                                                                  |
|                                                      | St.-Thomas-Kirche (Oberricklingen)                                                   | Oberricklingen Wallensteinstraße 32A         | 52° 20′ 34,1″ N, 9° 42′ 46,6″ O   | evangelisch-lutherisch                                                                                          |
|                                                      | Apostelkirche                                                                        | Oststadt An der Apostelkirche 1              | 52° 23′ 6″ N, 9° 44′ 43″ O        | evangelisch-lutherisch                                                                                          |
|                                                      | Dreifaltigkeitskirche                                                                | Oststadt Friesenstraße 28                    | 52° 22′ 55″ N, 9° 45′ 11″ O       | evangelisch-lutherisch                                                                                          |
|                                                      | Edelhofkapelle                                                                       | Ricklingen Am Edelhofe 6                     | 52° 20′ 34,6″ N, 9° 43′ 57,2″ O   | evangelisch-lutherisch                                                                                          |
|                                                      | Jüdisches bucharisch-sefardisches Zentrum Deutschlands                               | Ricklingen Bangemannweg 8                    | 52° 20′ 52″ N, 9° 43′ 19,3″ O     | jüdisch-bucharisch Zuvor ev.-luth. Maria-Magdalenen-Kirche, 2009 entwidmet.                                     |
|                                                      | Michaeliskirche (Ricklingen)                                                         | Ricklingen Stammestraße 55                   | 52° 20′ 49,8″ N, 9° 43′ 42,7″ O   | evangelisch-lutherisch                                                                                          |
|                                                      | St.-Monika-Kirche (Ricklingen)                                                       | Ricklingen Hahnensteg 53–55                  | 52° 20′ 21,9″ N, 9° 43′ 32,7″ O   | römisch-katholisch Salesianer Don Boscos                                                                        |
|                                                      | Dietrich-Bonhoeffer-Kirche (Roderbruch)                                              | Roderbruch Roderbruchmarkt 18                | 52° 23′ 58,6″ N, 9° 48′ 50,7″ O   | evangelisch-lutherisch                                                                                          |
|                                                      | Evangelisch-Freikirchliche Gemeinde (Roderbruch)                                     | Roderbruch Heidering 35                      | 52° 23′ 1,7″ N, 9° 49′ 2,3″ O     | evangelisch-freikirchlich (Baptisten)                                                                           |
|                                                      | Epiphaniaskirche                                                                     | Sahlkamp Hägewiesen 117                      | 52° 25′ 55,2″ N, 9° 46′ 24,6″ O   | evangelisch-lutherisch                                                                                          |
|                                                      | Friedhofskapelle (Stöcken) auf dem Stadtfriedhof Stöcken                             | Stöcken Stöckener Straße 68                  | 52° 24′ 2,7″ N, 9° 40′ 10″ O      | konfessionslos                                                                                                  |
|                                                      | Sri Ganesh Hindu Gemeinde                                                            | Stöcken Alter Damm 15                        | 52° 25′ 41″ N, 9° 39′ 5″ O        | hinduistisch |
|                                                      | Sami-Moschee                                                                         | Stöcken Alter Damm 47–49                     | 52° 25′ 48″ N, 9° 39′ 29″ O       | islamisch (Ahmadiyya)                                                                                           |
| Seventh-day Adventist Church Community hall          | Gemeindehaus der Siebenten-Tags-Adventisten                                          | Südstadt Schlägerstraße 5                    | 52° 21′ 53,8″ N, 9° 44′ 54,9″ O   | freikirchlich Siebenten-Tags-Adventisten                                                                        |
|                                                      | Bugenhagenkirche                                                                     | Südstadt Stresemannallee 34                  | 52° 21′ 15,8″ N, 9° 45′ 52,5″ O   | evangelisch-lutherisch                                                                                          |
|                                                      | Kapelle im Stadtfriedhof Engesohde                                                   | Südstadt Engesohde                           | 52° 21′ 5″ N, 9° 45′ 17,6″ O      | konfessionslos                                                                                                  |
|                                                      | Bethlehemskapelle                                                                    | Südstadt Große Barlinge 35                   | 52° 22′ 0″ N, 9° 45′ 12,4″ O      | evangelisch-lutherisch Selbständige Evangelisch-Lutherische Kirche                                              |
|                                                      | St. Heinrich                                                                         | Südstadt Sallstraße 70                       | 52° 21′ 43″ N, 9° 45′ 30″ O       | römisch-katholisch                                                                                              |
|                                                      | Mutterhauskirche Krankenhaus Diakovere Henriettenstift                               | Südstadt Marienstr.                          |                                   | evangelisch-lutherisch                                                                                          |
|                                                      | Nazarethkirche                                                                       | Südstadt Sallstraße 57                       | 52° 21′ 51″ N, 9° 45′ 27″ O       | evangelisch-lutherisch                                                                                          |
|                                                      | Pauluskirche                                                                         | Südstadt Meterstraße 37                      | 52° 21′ 41,6″ N, 9° 44′ 48,5″ O   | evangelisch-lutherisch                                                                                          |
|                                                      | Petrikapelle                                                                         | Südstadt Weinstraße 5                        | 52° 22′ 0″ N, 9° 44′ 53,1″ O      | evangelisch-lutherisch Selbständige Evangelisch-Lutherische Kirche                                              |
|                                                      | Brüdergemeinde                                                                       | Vahrenheide Am Jagdstall                     | 52° 24′ 25,92″ N, 9° 44′ 47,04″ O | freikirchlich Brüderbewegung                                                                                    |
|                                                      | ICHTHYS – Freie Jesusgemeinde                                                        | Vahrenheide Ikarusallee 1A                   | 52° 25′ 11″ N, 9° 44′ 25,6″ O     | freikirchlich Charismatische Bewegung                                                                           |
|                                                      | St.-Franziskus-Kirche                                                                | Vahrenheide Dresdener Straße 29              | 52° 24′ 49,5″ N, 9° 45′ 9,2″ O    | römisch-katholisch                                                                                              |
| Tituskirche-Vahrenwald                               | Tituskirche (Vahrenheide)                                                            | Vahrenheide Weimarer Allee 60                | 52° 24′ 46,2″ N, 9° 44′ 53,4″ O   | evangelisch-lutherisch                                                                                          |
|                                                      | Lukaskirche (Vahrenwald)                                                             | Vahrenwald Dessauer Straße 2                 | 52° 23′ 17″ N, 9° 44′ 13,8″ O     | evangelisch-lutherisch                                                                                          |
|                                                      | St. Andreaskirche (Vinnhorst)                                                        | Vinnhorst Beneckeallee 2                     | 52° 24′ 54″ N, 9° 42′ 11,3″ O     | evangelisch-lutherisch                                                                                          |
|                                                      | St. Hedwigskirche (Vinnhorst)                                                        | Vinnhorst Kalabisstraße 3                    | 52° 25′ 11″ N, 9° 41′ 59,5″ O     | römisch-katholisch                                                                                              |
|                                                      | Islamische Gemeinschaft                                                              | Vinnhorst Schulenburger Landstraße 222       | 52° 24′ 58″ N, 9° 42′ 2,3″ O      | islamisch |
|                                                      | Gemeindezentrum am Döhrener Turm                                                     | Waldhausen Hildesheimer Straße 161           | 52° 20′ 53,6″ N, 9° 45′ 36,4″ O   | evangelisch-freikirchlich (Baptisten)                                                                           |
|                                                      | Timotheuskirche (Waldhausen)                                                         | Waldhausen Kärntner Platz                    | 52° 20′ 53,9″ N, 9° 46′ 12,7″ O   | evangelisch-lutherisch                                                                                          |
|                                                      | Johannes-der-Täufer-Kirche (Wettbergen)                                              | Wettbergen An der Kirche 23                  | 52° 19′ 42,3″ N, 9° 41′ 30,9″ O   | evangelisch-lutherisch                                                                                          |
|                                                      | Jesu-Christ-Kirche (Wülfel)                                                          | Wülfel Hildesheimer Straße 344               | 52° 19′ 49,5″ N, 9° 46′ 28,6″ O   | Mormonen |
|                                                      | Matthäikirche (Wülfel)                                                               | Wülfel Matthäi-Kirchstraße 11                | 52° 19′ 49,7″ N, 9° 46′ 45,2″ O   | evangelisch-lutherisch                                                                                          |
|                                                      | St.-Michael-Kirche (Wülfel)                                                          | Wülfel Hildesheimer Straße 365               | 52° 19′ 44,8″ N, 9° 46′ 37,7″ O   | römisch-katholisch                                                                                              |
|                                                      | Neuapostolische Kirche (Wülfel)                                                      | Wülfel Garkenburgstraße 3                    | 52° 19′ 58,3″ N, 9° 46′ 28,6″ O   | neuapostolisch                                                                                                  |
|                                                      | Kapelle Wülferode                                                                    | Wülferode Wülferoder Platz                   | 52° 19′ 47,2″ N, 9° 50′ 54,3″ O   | evangelisch-lutherisch                                                                                          |
|                                                      | St.-Elisabeth-Kirche                                                                 | Zoo Gellertstraße 338                        | 52° 22′ 30″ N, 9° 45′ 13,4″ O     | römisch-katholisch                                                                                              |
|                                                      | Friedenskirche (Zoo)                                                                 | Zoo Schackstraße 2                           | 52° 22′ 27,8″ N, 9° 45′ 40″ O     | evangelisch-lutherisch                                                                                          |
|                                                      | Michaeliskirche                                                                      | Zoo Ellernstraße 44                          | 52° 22′ 24,2″ N, 9° 45′ 27,4″ O   | freikirchlich Freikirchliche Christengemeinschaft Hannover                                                      |

## Ehemalige Sakralbauten
| Bild | Name                                    | Stadtteil                           | Koordinaten                     | Bemerkungen |
| ---- | --------------------------------------- | ----------------------------------- | ------------------------------- | --- |
|      | St. Antonius-Kapelle                    | Groß-Buchholz Kapellenbrink 4       | 52° 24′ 3,5″ N, 9° 48′ 9,2″ O   | Mittelalterliche Kapelle, ab Mitte des 17. Jahrh. Schule, seit 1797 Wohnhaus                                                                             |
|      | Petrus- und Pauluskirche                | Bornum Hudeplan 43                  | 52° 20′ 55,5″ N, 9° 40′ 56,6″ O | Ev.-luth., 2003 abgerissen |
|      | Neuapostolische Kirche (Bothfeld)       | Bothfeld Prießweg 9                 | 52° 25′ 5″ N, 9° 48′ 14,8″ O    | Neuapostolisch |
|      | Messiaskirche                           | Groß-Buchholz Lenbachplatz 11       | 52° 24′ 1,5″ N, 9° 47′ 28,1″ O  | Ev.-luth., 2008 entwidmet, 2009 abgerissen |
|      | Ansgarkirche                            | Hainholz Voltmerstraße 66           | 52° 24′ 12,4″ N, 9° 42′ 53,7″ O | Früher evangelisch-lutherisch, Architekt Ernst Zinsser, Turm 2001 abgetragen, heute landeskirchliches Archiv                                             |
|      | Bodelschwinghkirche (Hannover)          | Ledeburg Immelmannstraße 13         | 52° 24′ 50,2″ N, 9° 40′ 43,4″ O | Früher evangelisch-lutherisch, am 26. Dezember 2021 entwidmet, abgerissen im Januar 2023.                                                                |
|      | Gerhard-Uhlhorn-Kirche                  | Linden-Nord Salzmannstraße 4        | 52° 22′ 41,1″ N, 9° 42′ 29,7″ O | Früher evangelisch-lutherisch, am 18. November 2012 entwidmet                                                                                            |
|      | Aegidienkirche                          | Mitte Aegidienkirchhof              | 52° 22′ 10″ N, 9° 44′ 21″ O     | Im Zweiten Weltkrieg durch Bomben zerstört, heute Gedenkstätte, früher evangelisch-lutherisch                                                            |
|      | Nikolaikapelle                          | Mitte Goseriede                     | 52° 22′ 41″ N, 9° 43′ 56″ O     | Ruine, im Zweiten Weltkrieg durch Bomben zerstört, früher evangelisch-lutherisch                                                                         |
|      | Neuapostolische Kirche (Limmer)         | Limmer Sackmannstraße 5             | 52° 22′ 46,6″ N, 9° 41′ 13″ O   | Früher neuapostolisch, 2011 aufgegeben und abgerissen |
|      | Johanneskirche (List)                   | List Am Listholze                   | 52° 23′ 50,8″ N, 9° 45′ 48,8″ O | Früher evangelisch-lutherisch, am 20. Juli 2014 entwidmet                                                                                                |
|      | St.-Bruder-Konrad-Kirche (List)         | List Overbeckstraße 3               | 52° 23′ 54,6″ N, 9° 46′ 40,1″ O | Früher römisch-katholisch, am 22. Juni 2013 profaniert, abgerissen, jetzt Geschosswohnungen                                                              |
|      | Neuapostolische Kirche (Oberricklingen) | Oberricklingen Gredelfeldstraße 38A | 52° 20′ 25,9″ N, 9° 42′ 55,3″ O | Früher neuapostolisch, 2006 aufgegeben, Gebäude heute als Atelier genutzt                                                                                |
|      | St.-Christophorus-Kirche                | Stöcken Eichsfelder Straße 72       | 52° 24′ 35,4″ N, 9° 39′ 54,2″ O | Früher römisch-katholisch, am 18. Januar 2019 profaniert, im Frühjahr 2019 abgerissen                                                                    |
|      | Corvinuskirche                          | Stöcken Moorhoffstraße 28           | 52° 24′ 29,5″ N, 9° 39′ 41,2″ O | Früher evangelisch-lutherisch, am 27. Mai 2012 entwidmet, 2021 abgerissen                                                                                |
|      | Athanasiuskirche (Hannover)             | Südstadt Böhmerstraße 2             | 52° 21′ 27,8″ N, 9° 45′ 12,5″ O | Früher evangelisch-lutherisch, am 24. März 2013 entwidmet                                                                                                |
|      | Neuapostolische-Kirche (Anderten)       | Anderten Am Rohgraben 8             | 52° 21′ 40,5″ N, 9° 50′ 53,7″ O | Früher neuapostolisch, seit 2016 eine Kindertagesstätte                                                                                                  |
|      | Heilig-Geist-Kirche (Vahrenwald)        | Vahrenwald Plüschowstraße 6         | 52° 24′ 13″ N, 9° 44′ 23″ O     | Evangelisch-lutherisch, Umwidmung 2022, geplant: Nutzung als Chorheim vom Knabenchor Hannover                                                            |
|      | Vahrenwalder Kirche                     | Vahrenwald Vahrenwalder Straße 109  | 52° 23′ 44″ N, 9° 44′ 6″ O      | Evangelisch-lutherisch, 2013 entwidmet, Abriss |
|      | Kapelle/Gemeindehaus                    | Zoo Plathnerstraße 35               | 52° 22′ 29,1″ N, 9° 45′ 36,6″ O | freikirchlich Freikirchliche Christengemeinschaft Niedersachsen, heute Nutzung als Kammermusiksaal der Hochschule für Musik, Theater und Medien Hannover |
|      | St. Georg                               | Am Pferdeturm                       | 52° 22′ 17″ N, 9° 46′ 54″ O     | anglikanisch. Nissenhütte, abgerissen |